# Nectopsyche stigmatica
Nectopsyche stigmatica är en nattsländeart som först beskrevs av Banks 1914.  Nectopsyche stigmatica ingår i släktet Nectopsyche och familjen långhornssländor. Inga underarter finns listade i Catalogue of Life.